# Motnišnica
Motnišnica (tudi Motnijščica), po domače Reka je potok, dolg 10 km, ki izvira v gozdovih na jugozahodu od Špitaliča, na severnem pobočju Špilka (957 m.n.m) pri cestnem prelazu/prevalu Kozjak in teče mimo Motnika do izliva v rečico Bolska v Ločici v osrednji Sloveniji. Bolska potem mimo Vranskega teče po Spodnji Savinjski dolini in se pod Sv. Lovrencem pri Preboldu izlije v Savinjo. Njegovi pritoki so Šipkovka, Belščica idr.

## Opis potoka
Motnišnica je značilen hudourniški potok z razmeroma velikim strmcem (32,2 ‰) in številnimi kratkimi pritoki iz stranskih grap, predvsem v zgornjem toku med Špitaličem in Motnikom. Potok Motnišnica ima alpski dežno-snežni režim, vendar z izrazitim novembrskim viškom padavin zaradi obilnejših padavin in manjšega izhlapevanja. Drugi, manj izrazit višek je v mesecu aprilu, ima pa izrazit poletni nižek v mesecu avgustu, podobno kot skoraj vsi večji vodotoki v predalpskem hribovju. Ker je izrazito hudourniške narave, lahko ob močnih poletnih nalivih ali ob jesenskem deževju hitro naraste in se na široko razlije po poplavnih ravnicah oziroma travnikih ob  potoku, v daljših sušnih obdobjih, zlasti poletnih, pa ima zelo malo vode. Postopoma je velik del struge reguliran.

## Športni ribolov
Motnišnica je primerna za športni ribolov od zgornjega mostu v Motniku (pri usnjarni) do izliva v Bolsko; z njo upravlja Ribiška družina Šempeter. . V njej mdr. živijo potočna postrv (Salmo trutta), šarenka (Oncorhynchus mykiss), lipan (Thymallus thymallus) in klen (Leuciscus cephalus cephalus).